# Falbygden

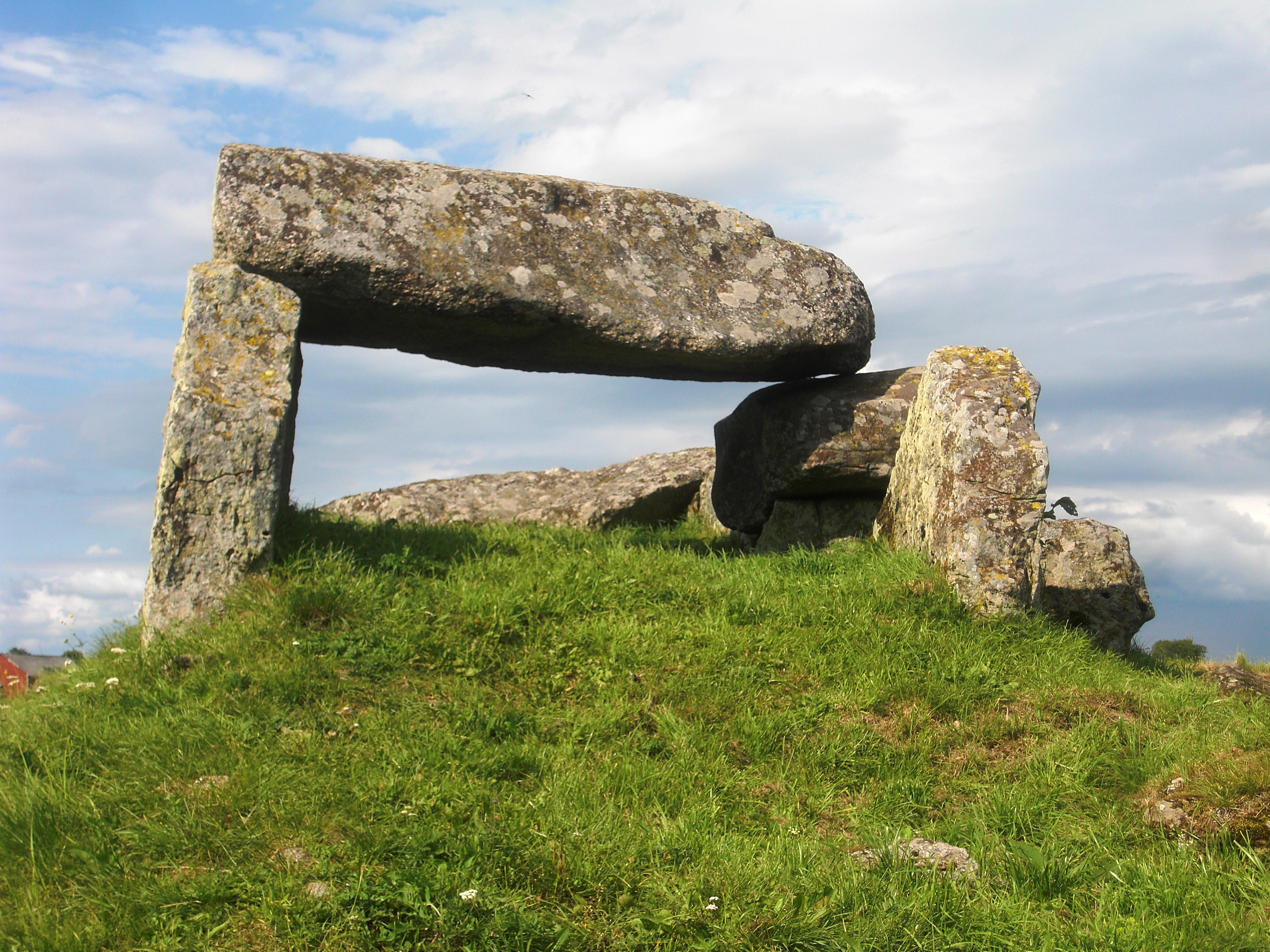
Ganggrab von Luttra

Ganggrab von Lockgårdens

Das Falbygden ist eine Kulturlandschaft zwischen den Seen Vänern und Vättern in Westschweden. Sie liegt um die zentralen Tafelberge Västergötlands (das „Falan“) und umfasst in einem Dreieck von 50 × 50 × 30 km den größten Teil des Gebietes der Gemeinde Falköping sowie Teile der Gemeinden Tidaholm, Skövde und Skara.
Zahlreiche Wohnplätze und Grabstätten aus der Steinzeit machen das Falbygden zu einem der ausgeprägtesten neolithischen Kulturgebiete Europas (z. B. Åttagårdens, Kyrkerör, Lusthushögen Ragnvalds Grab, Rössberga, Slutarpsdösen und Vårkumla 1 und 2). Etwa 270 Ganggräber (schwedisch Gånggrifter – Dreiviertel aller schwedischen Großsteingräber) und zwei Dolmen aus der Zeit um etwa 3000 v. Chr. sowie Grabhügel, Menhire und Steinkreise weisen auf die frühe Besiedelung durch eine Agrargesellschaft hin. Pollenanalysen bestätigen das Bild einer kontinuierlichen landwirtschaftlichen Nutzung bis in die heutigen Tage.

Falbygdens museum
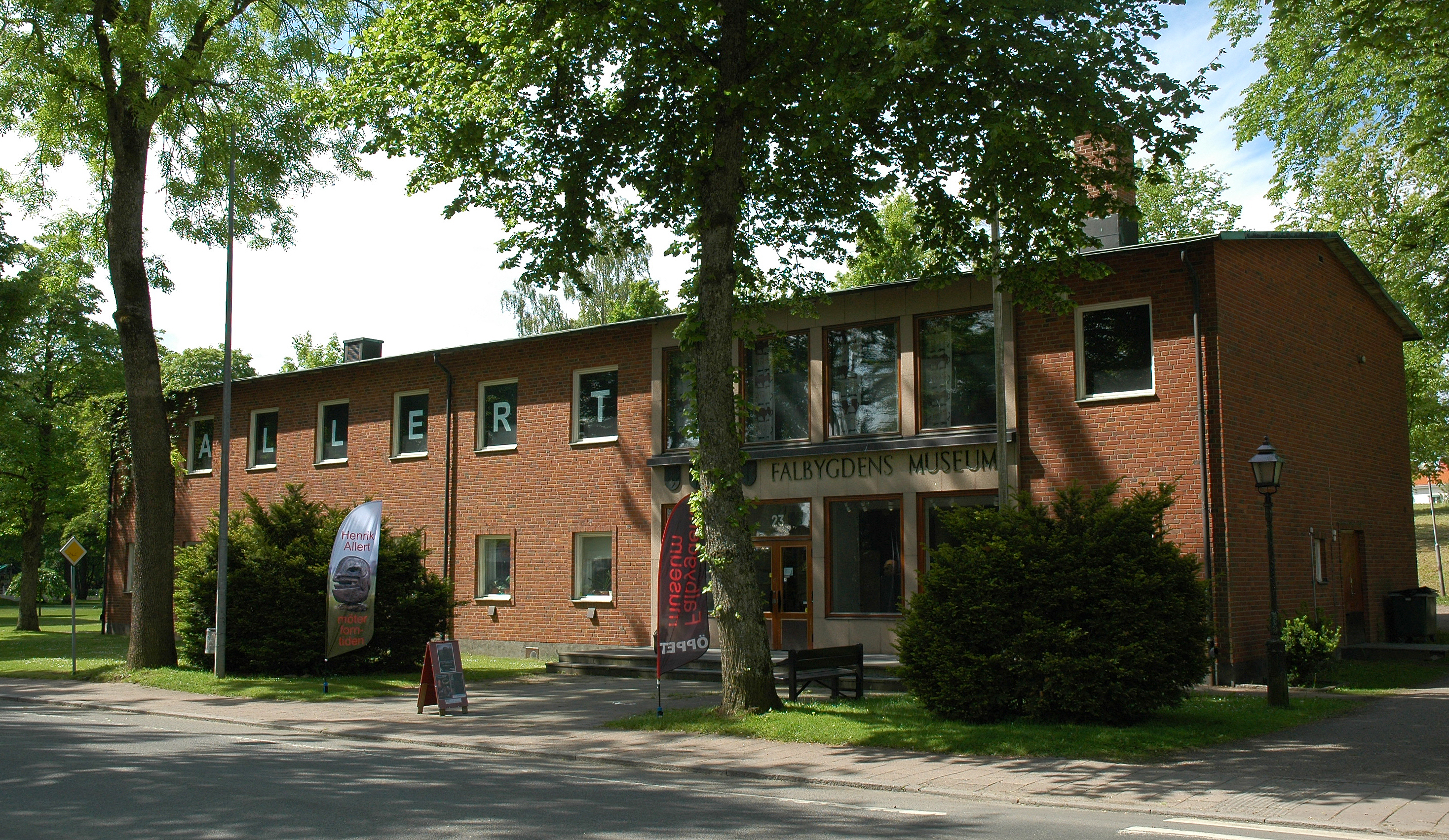
Falbygden-Museum in Falköping
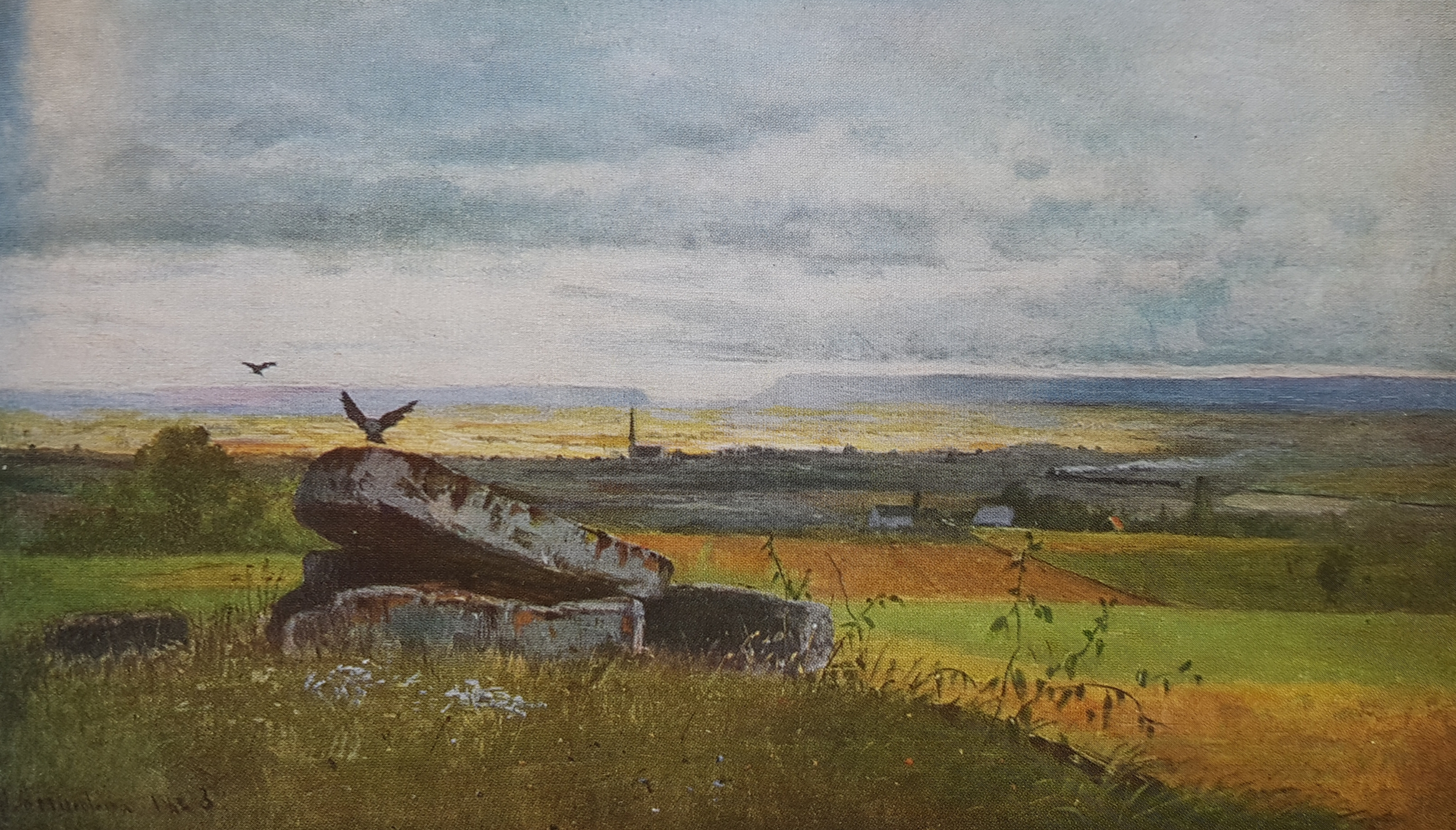
Bild von Olof Hermelin
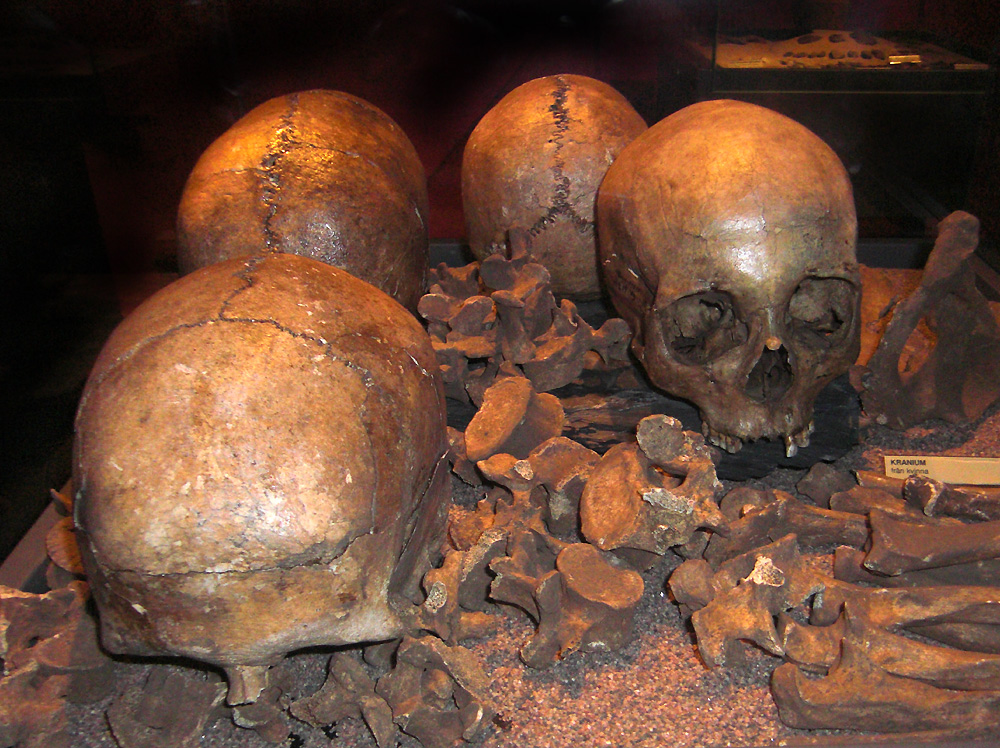
Schädel aus dem Slutarpsdösen - Falbygden-Museum
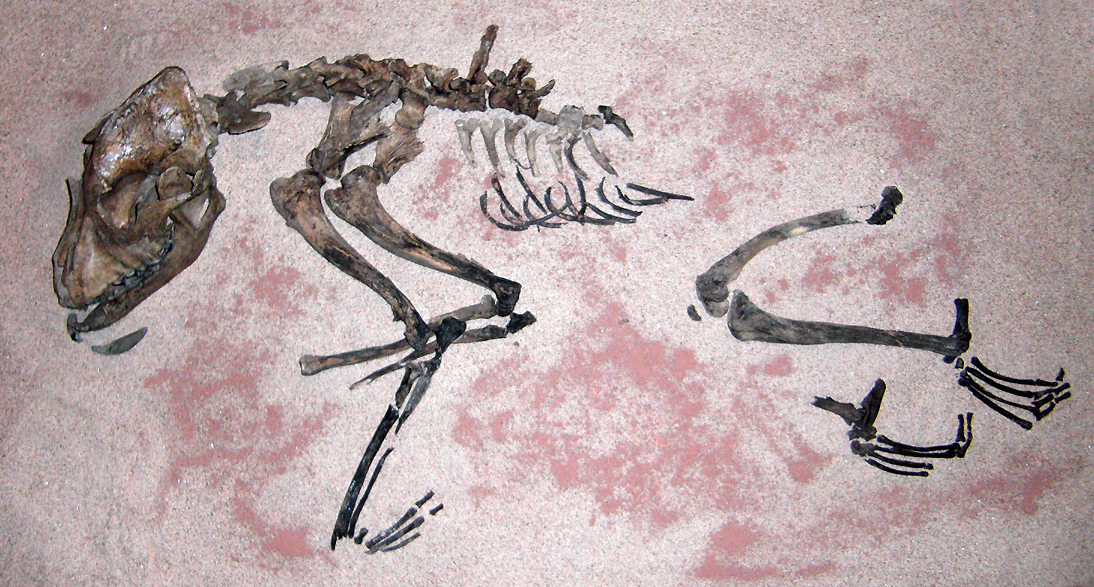
Almeöhund - Falbygden-Museum